# Komronshokh Ustopiriyon
Komronshokh Ustopiriyon (7 gennaio 1993) è un judoka tagiko.
Nel 2016 ha partecipato ai Giochi della XXXI Olimpiade nella categoria 90kg  venendo eliminato al secondo turno per ippon dal georgiano Varlam Lip'art'eliani.

## Palmarès
- Campionati asiatici

Kuwait 2015: bronzo nei -90kg.
Tashkent 2016: oro nei -90kg.
Hong Kong 2017: oro nei -90kg.
- Campionati asiatici juniores

Taipei 2012: bronzo nei -90kg.

### Vittorie nel circuito IJF
| Data            | Località | Paese      | Categoria |
| --------------- | -------- | ---------- | --------- |
| 12 ottobre 2014 | Astana   | Kazakistan | Gran Prix |
| 8 ottobre 2017  | Tashkent | Uzbekistan | Gran Prix |
| 8 aprile 2014   | Antalya  | Turchia    | Gran Prix |